# Politico Europe
Politico Europe (раніше — European Voice) — англомовна газета, яку заснувала компанія Economist Group у 1995 році. 2013 року її продали французькій компанії Selectcom. Газета висвітлює діяльність основних Інституцій ЄС: Європейської комісії, Європейського парламенту та Ради міністрів ЄС. Видання доступне за передплатою, а також у невеликій кількості газетних кіосків у Брюсселі, Лондоні, Люксембурзі та Страсбурзі (внаслідок специфіки читацької аудиторії).

## Позиціювання газети
European Voice займає незалежну позицію щодо справ Європейського Союзу. Більшість статей у газеті висвітлюють повсякденну діяльність ЄС та його взаємодію — як із країнами-членами ЄС, так і на міжнародному рівні.
Серед традиційних рубрик у газеті — редакторська колонка, розділ для думок та розділ для листів від читачів. Щотижня у виданні публікується (обсягом близько 1000 слів) профіль політика, посадової особи чи громадського діяча, що є впливовими або значущими у ЄС і, зокрема в Брюсселі. Також регулярно виходять спеціальні доповіді щодо конкретної проблеми, яка є, як правило, актуальною (наприклад, зміна клімату); в доповіді цю проблему розглянуто у контексті ЄС. У газеті також є колонка «Entre Nous» (укр. поміж нами), в якій повідомляються, часто в гумористичному тоні, незвичайні історії, що трапляються з посадовцями Євросоюзу. «Entre Nous» спершу друкувався на останній сторінці, але опісля був перенесений в основну частину газети внаслідок суттєвого редизайну як друкованої, так і інтернет-версії European Voice.
Матеріали сайту включають новинні статті та коментарі. Іноді інформація на сайті є більшою за обсягом, ніж у газеті.

### Інші види діяльності
European Voice організовує низку конференцій, семінарів, зборів та дебатів, на які запрошують фахівців із широкого кола дисциплін, пов'язаних із ЄС.